# Георг Брандес
Ге́орг Бранде́с (дан. Georg Brandes; 4 лютого 1842, Копенгаген — 19 лютого 1927) — данський літературознавець. Автор праці «Найголовніші течії в європейській літературі 19 століття» (т. 1-6, 1872-90).

## Біографія
Народився в Копенгагені у єврейській відносно заможній сім'ї. У 1859 році вступив на юридичний факультет Університету Копенгагена. Однак, його інтереси незабаром були спрямовані до філософії та естетики. В університеті, який він закінчив у 1864 році, зазнав впливу критика Й. Грейберга і філософа С. К'єркегора.
З 1865 по 1871 рік він багато подорожував по Європі, знайомлячись зі станом літератури в різних краях. У 1886—1887 роках бував у царській Росії і, зокрема, у Польщі, описавши свої спостереження щодо них.

## Творчість

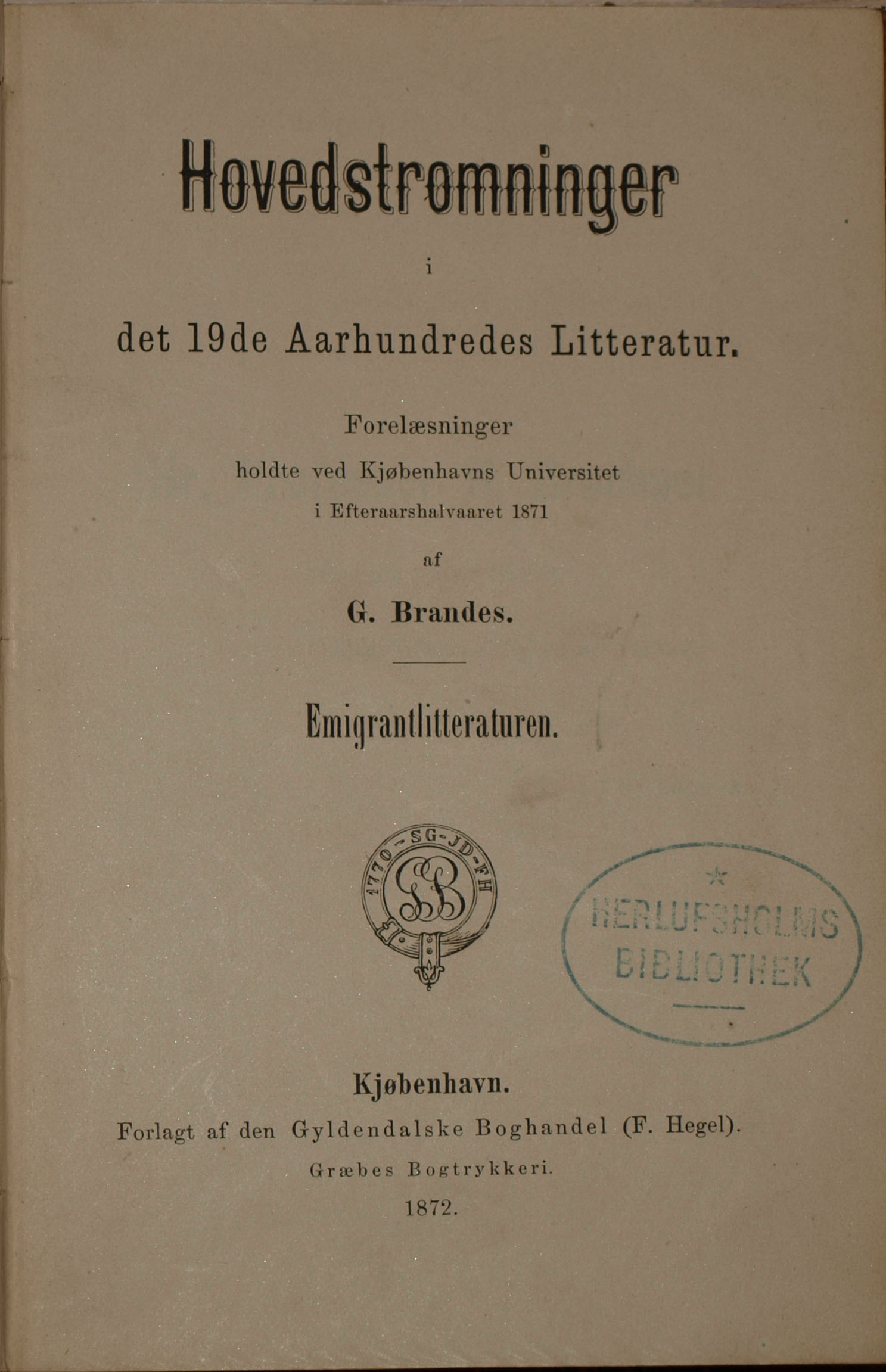
Перше видання багатотомника «Найголовніші течії в європейській літературі 19 ст.»

Автор праці «Найголовніші течії в європейській літературі 19 ст.», в якій вперше зробив спробу вивчення західно-європейських літератур в їх взаємозв'язку, а також досліджень про видатних письменників і діячів світової культури та історії (Юлія Цезаря, Мікеланджело, Шекспіра, Гете, Вольтера), розвідок про російських і польських письменників.
Про Тараса Шевченка дізнався з праць К. Е. Францоза. Був першим дослідником життя і творчості Шевченка в данській літературі. У книжці «Російські враження» (1888) вмістив нарис про Тараса Шевченка — «найбільшого поета, якого дав світові український народ», назвав поему «Гайдамаки» «великим історичним епосом». У нарисі також подано біографію та характеристику творчості Шевченка.
Негативно відгукувався про насильницьке знищення української мови з боку царського уряду.

### Перелік творів
- Найголовніші течії в європейській літературі 19 століття (1871-1875)
- Сьорен К'єркегор (1879)
- Поляки (1888)
- Враження від Росії (1888)
- Еміль Золя (1889) переклад німецькою [Архівовано 28 листопада 2021 у Wayback Machine.]
- Вільям Шекспір (1895)
- Генріх Ібсен (1899)
- Анатоль Франс (1905) видання англійською 1908
- Ніцше (1914)
- Ґьоте (1914) видання німецькою 1922
- Вольтер (1917)